# Westwood Shores
Westwood Shores – jednostka osadnicza w Stanach Zjednoczonych, w stanie Teksas, w hrabstwie Trinity.